# Brachinus albarracinus
Brachinus albarracinus is een keversoort uit de familie van de loopkevers (Carabidae). De wetenschappelijke naam van de soort werd in 1926 gepubliceerd door Wagner.